# Лєщєнков Іван Геннадійович
Іва́н Генна́дійович Лє́щєнков — капітан Збройних Сил України, учасник російсько-української війни, що загинув під час російського вторгнення в Україну, Герой України з удостоєнням ордена «Золота Зірка» (2023, посмертно).

## Життєпис
Іван Лєщєнков народився 1994 року в Луганській області. Був фанатом футбольного клубу «Зоря», за що й отримав позивний «Фанат». З початком війни на сході України в 2014 році пішов служити до складу 93-ої окремої механізованої бригади «Холодний Яр». Обіймав посаду командира розвідувального взводу. До повномасштабного вторгнення він воював на Волноваському напрямку, в Старогнатівці, в Авдіївці в районі промзони, у Новотошківському на Луганщині, а потім знову біля Волновахи. Офіцер також звільняв населені пункти біля Балаклії, а потім на Ізюмщині. Загинув 14 липня 2022 року при звільненні села Дібрівного біля Ізюму незадовго до великого контрнаступу на Харківщині.
Похований на Лісовому кладовищі у Києві. Через загрозу для рідних, які не змогли виїхати з окупованої території, навіть під час похорону не могли розкривати особу «Фаната».

## Ушанування пам'яті
На честь капітана Івана Лєщєнкова вулицю Добролюбова у Запоріжжі, де з 2014-го по 2022 рік базувалася луганська «Зоря», перейменували на вулицю Фанатську.

## Нагорода
- звання «Герой України» з удостоєнням ордена «Золота Зірка» (8 липня 2023, посмертно) — за особисту мужність і героїзм, виявлені у захисті державного суверенітету та територіальної цілісності України, самовіддане служіння Українському народові[4].
- орден «За мужність» III ступеня (2022) — за особисту мужність і самовіддані дії, виявлені у захисті державного суверенітету та територіальної цілісності України, вірність військовій присязі[5].